# Strandimyia flava
Strandimyia flava är en tvåvingeart som beskrevs av Oswald Duda 1930. Strandimyia flava ingår i släktet Strandimyia och familjen fritflugor. Inga underarter finns listade i Catalogue of Life.